# Třída Kongó (1990)
Třída Kongó je třída torpédoborců Japonských námořních sil sebeobrany. Skládá se z jednotek Kongó, Kirišima, Mjókó a Čókai, postavených v letech 1990–1998. Plavidla jsou vybavena americkým zbraňovým systémem Aegis a zajišťují protivzdušnou obranu floty. Jsou to první válečné lodě, mimo plavidla US Navy, které systém Aegis nesou. Jsou jádrem čtyř doprovodných uskupení, která soustřeďují hlavní síly celého japonského námořnictva. Všechny čtyři jednotky mají též sloužit jako součást protiraketové obrany. Konstrukce lodí je blízká americké třídě Arleigh Burke.

## Stavba

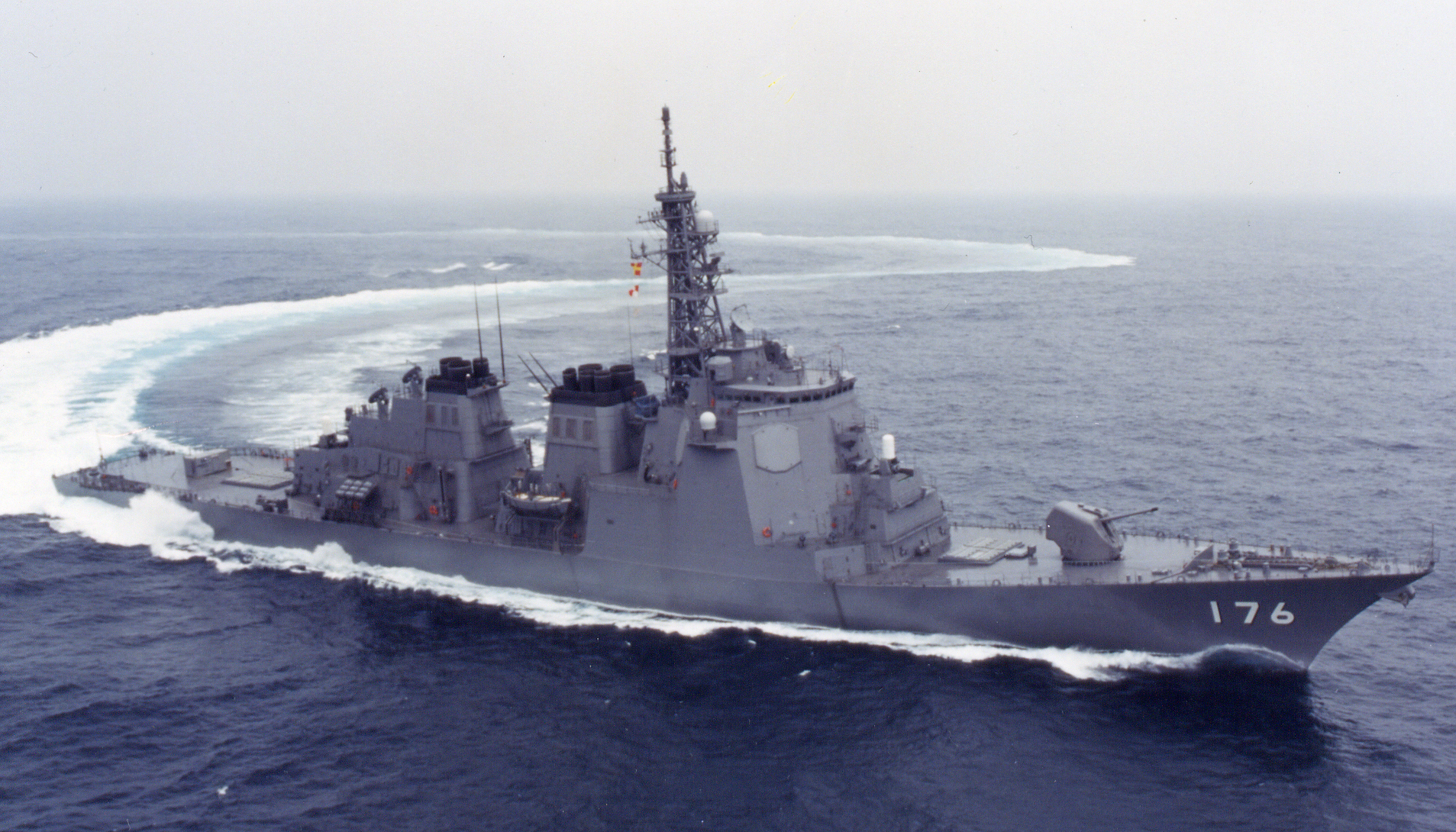
Čókai (DDG-176)

Na stavbě všech čtyř torpédoborců spolupracovaly japonské firmy Mitsubishi Heavy Industries a IHI Corporation, přičemž stavba probíhala mezi lety 1990–1998. Stavba první jednotky Kongó (DDG-173) byla zahájena v květnu 1990 a do služby torpédoborec vstoupil v březnu 1993. Kirišima (DDG-174) byla stavěna od dubna 1992 a dokončena v březnu 1995. Kýl Mjókó (DDG-175) byl založen v dubnu 1993 a loď byla dokončena v březnu 1996. Konečně poslední jednotka Čókai (DDG-176) byla stavěna od května 1995 a dokončena v březnu roku 1998.
Jednotky třídy Kongó:
| Jméno              | Zahájení stavby | Spuštěna       | Vstup do služby | Status  |
| ------------------ | --------------- | -------------- | --------------- | ------- |
| Kongó (DDG-173)    | 8. května 1990  | 26. srpna 1991 | 25. března 1993 | aktivní |
| Kirišima (DDG-174) | 7. dubna 1991   | 19. srpna 1993 | 16. března 1995 | aktivní |
| Mjókó (DDG-175)    | 8. dubna 1993   | 5. října 1994  | 14. března 1996 | aktivní |
| Čókai (DDG-176)    | 29. května 1995 | 27. srpna 1996 | 20. března 1998 | aktivní |

## Konstrukce

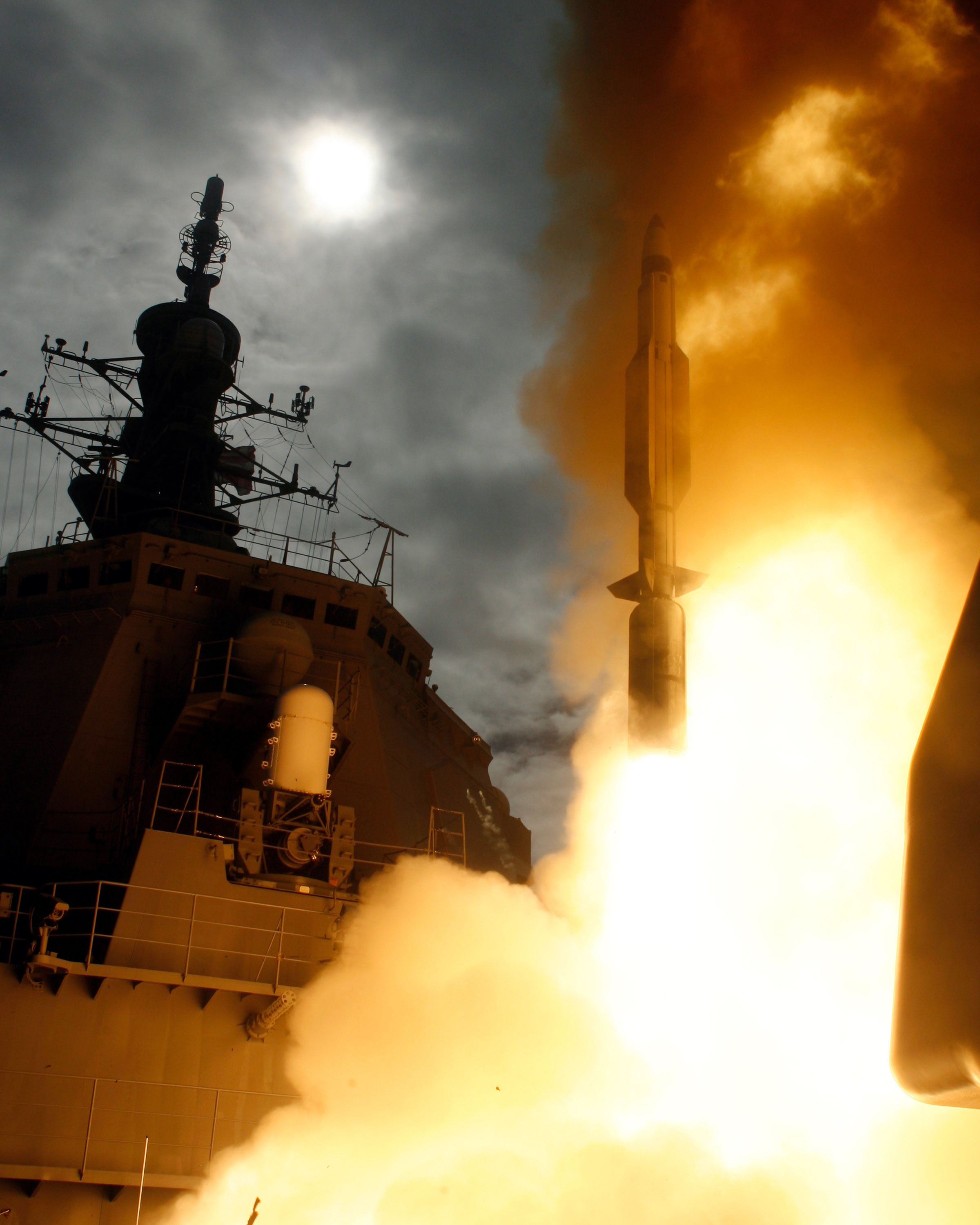
Start protiraketové střely Standard SM-3

Torpédoborce nesou pokročilý americký zbraňový systém Aegis s radarem SPY-1D, který dokáže sledovat najednou až 200 vzdušných cílů. Všechny torpédoborce byly po roce 2005 upraveny pro fungování v rámci systému protiraketové obrany (Ballistic missile defence – BMD). Jádrem výzbroje lodí jsou dvě skupiny vertikálních odpalovacích zařízení Mk 41 s celkovou kapacitou 90 řízených střel — 61 na zádi a 29 na přídi. Z nich jsou odpalovány řízené střely SM-2MR Block II a protiponorková torpéda RUM-139 VL-ASROC. Dále nesou dva čtyřnásobné kontejnery protilodních střel Boeing Harpoon. Hlavňovou výzbroj tvoří jeden 127mm kanón OTO Melara s délkou hlavně 54 ráží a dva systémy blízké obrany Phalanx CIWS. Protiponorkovou výzbroj doplňují dva trojhlavňové 324mm protiponorkové torpédomety. Na palubě je rozměrná plošina pro operace dvou protiponorkových vrtulníků, lodě však nemají hangár pro jejich uskladnění.
Pohon koncepce COGAG využívá čtyř plynových turbín General Electric LM2500. Lodní šrouby jsou dva. Lodě dosahují rychlosti přes 30 uzlů.